# Famille Becq de Fouquières
Pour les articles homonymes, voir Becq et Fouquières.
 (novembre 2019).
Si vous disposez d'ouvrages ou d'articles de référence ou si vous connaissez des sites web de qualité traitant du thème abordé ici, merci de compléter l'article en donnant les références utiles à sa vérifiabilité et en les liant à la section « Notes et références ».
La famille Becq de Fouquières est une famille subsistante d'ancienne bourgeoisie, originaire de la ville de Péronne, en Picardie, puis établie au XIXe siècle à Paris.

## Historique
La famille Becq de Fouquières fait partie depuis le XVIIIe siècle des familles subsistantes d'ancienne bourgeoisie de Picardie.
Petit-fils de Louis François Joseph Becq (1757-1829), riche négociant, qui fut maire de Péronne pendant la période révolutionnaire, et de Marie Poincier (1759-1830), et fils d'Aimé Joseph Becq (1784-1821) et d'Anne-Victoire Le Chevallier de Froideville (1786-1850), Aimé Napoléon Victor Becq de Fouquières (1811-1880) épouse Thérèse Élisabeth Dedreux, dite Élise Dedreux, fille de l'architecte Pierre-Anne Dedreux, sœur du peintre animalier Alfred Dedreux, connu sous le nom d'Alfred de Dreux. Après la mort d'Élise en 1846, Aimé épouse en secondes noces la plus jeune sœur, Louise Marie Anaïs Dedreux (1824-1891).
Louis Becq de Fouquières (1831-1887), fils d'Aimé, épouse en 1863 Marie Françoise Hélène de Groiseilliez (1836-1825) - sœur du peintre Marcellin de Groiseilliez, qui lui donnera trois fils : Jacques (1866-1945), Pierre (1868-1960), chef du protocole et introducteur des ambassadeurs entre les deux guerres mondiales, et André (1874-1959), homme de lettres.

## Liens de filiation entre les personnalités notoires
Aimé Becq de Fouquières (1811-1880), ép. Élise Dedreux, sœur d'Alfred de Dreux (1812-1846) dont :
- Louis Becq de Fouquières (1831-1887), officier, homme de lettres, ép. Hélène de Groiseilliez (1836-1925) dont :
  - (François) Jacques Becq de Fouquières (1866-1945), officier, censeur des théâtres, ép. Jeanne Balouzet de Tigny dont :
    - Louis (André Jean) Becq de Fouquières (1913-2001), officier de cavalerie puis de l'armée de l'air, ép. (1) Betsy Mesnager (1917-1984) dont :
      - Sabine Becq de Fouquières (1939- ),ép. Jean-Jacques Servan-Schreiber (1924-2006), journaliste, essayiste, homme politique
      - Ariane Becq de Fouquières, ép. Robert de Pomereu d'Aligre (1920-1992)
      - Gilles Becq de Fouquières, ép. Capucine Monnier (sœur de Valentine Monnier) :
      - Louis Aimé Becq de Fouquières, ép. Caroline Nguyen-Ngoc
        - Paul Becq de Fouquières
        - Thaïs Becq de Fouquières, ép. Anne-Henri de Gestas de Lespéroux
        - Antoine Becq de Fouquières, ép. Sophie de Guigné
        - Charlotte Becq de Fouquières, l'un des 4 matelots pleins d'énergie (2019-2020)[4].
        - François Becq de Fouquières
        - (une fille)

      - Marc-André Becq de Fouquières, ép. Anne Dewynter
        - Kevin Becq de Fouquières, 1er tour de France sur une roue en 100 jours[5]
        - Manfred Becq de Fouquières
        - Théo Becq de Fouquières
        - Salomé Becq de Fouquières

    - ... ép (2), Bernadette Dennetière
      - Pierre-Louis Becq de Fouquières

    - Patrice Becq de Fouquières (1920-1977) ép. Marie-Claude Jolibois (2 fils)

  - Augustin Pierre Becq de Fouquières (1868-1960), diplomate et chef du protocole, ép. Carmen de Bellechasse, dont
    - Gérard Becq de Fouquières (1906-1981), ép. Anne-Marie de Castroviejo
      - Jean Becq de Fouquières (1948- ) conseiller municipal d'opposition à Cinq-Mars la Pile[6], ép. (1974) Marie-Noëlle Gouin
        - Marie-Caroline Becq de Fouquières (1975- ), ép. Luc Ferry (1951- ), philosophe et ancien ministre de l’Éducation nationale
        - Géraldine Becq de Fouquières (1977- ), ép. Lorenz Bäumer (1965- ), joailler français
        - Marie-Charlotte Becq de Fouquières, ép. Stanislas Leborgne
        - Marie-Capucine Becq de Fouquières, ép. Thibault Jarnouën de Villatray

      - Xavier Becq de Fouquières, ép. Christine Dupuy
      - Béatrice Becq de Fouquières, ép. Gaëtan de Truchis de Lays

    - Marie-Hélène Becq de Fouquières (1909-1970) ép. Pierre Servois

  - André Becq de Fouquières (1874-1959), homme de lettres, sans postérité

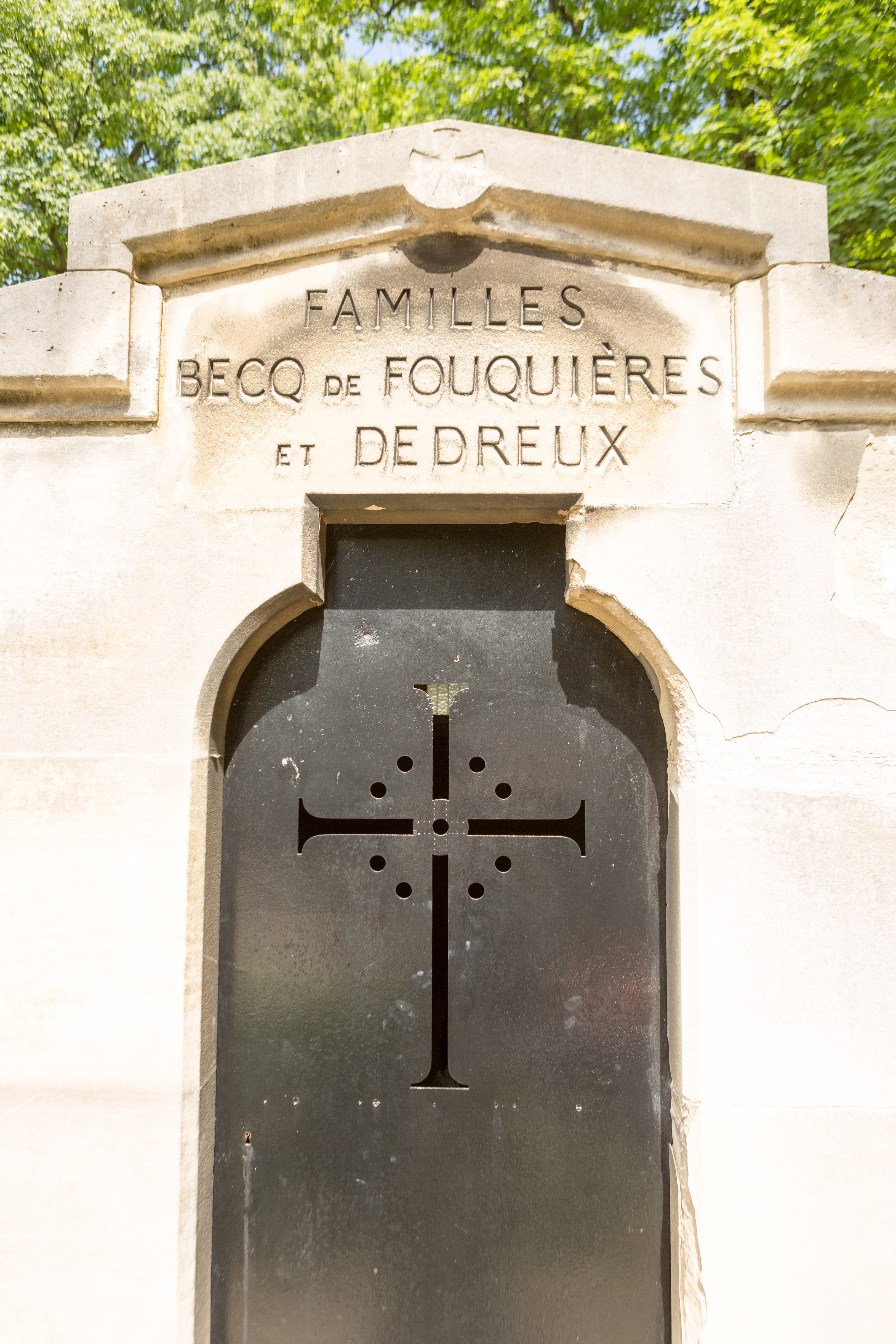
Caveau des familles Becq de Fouquières et Dedreux
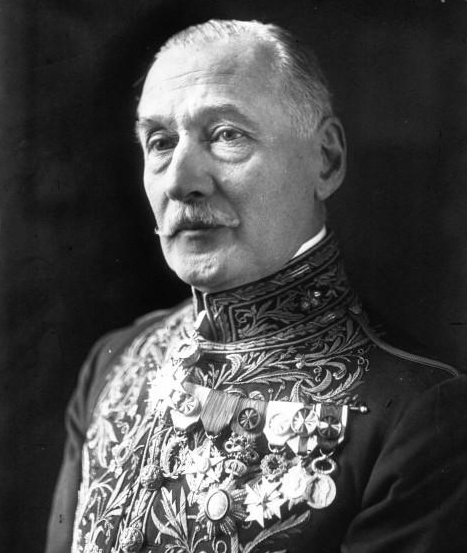
Pierre Becq de Fouquières (1868-1960)
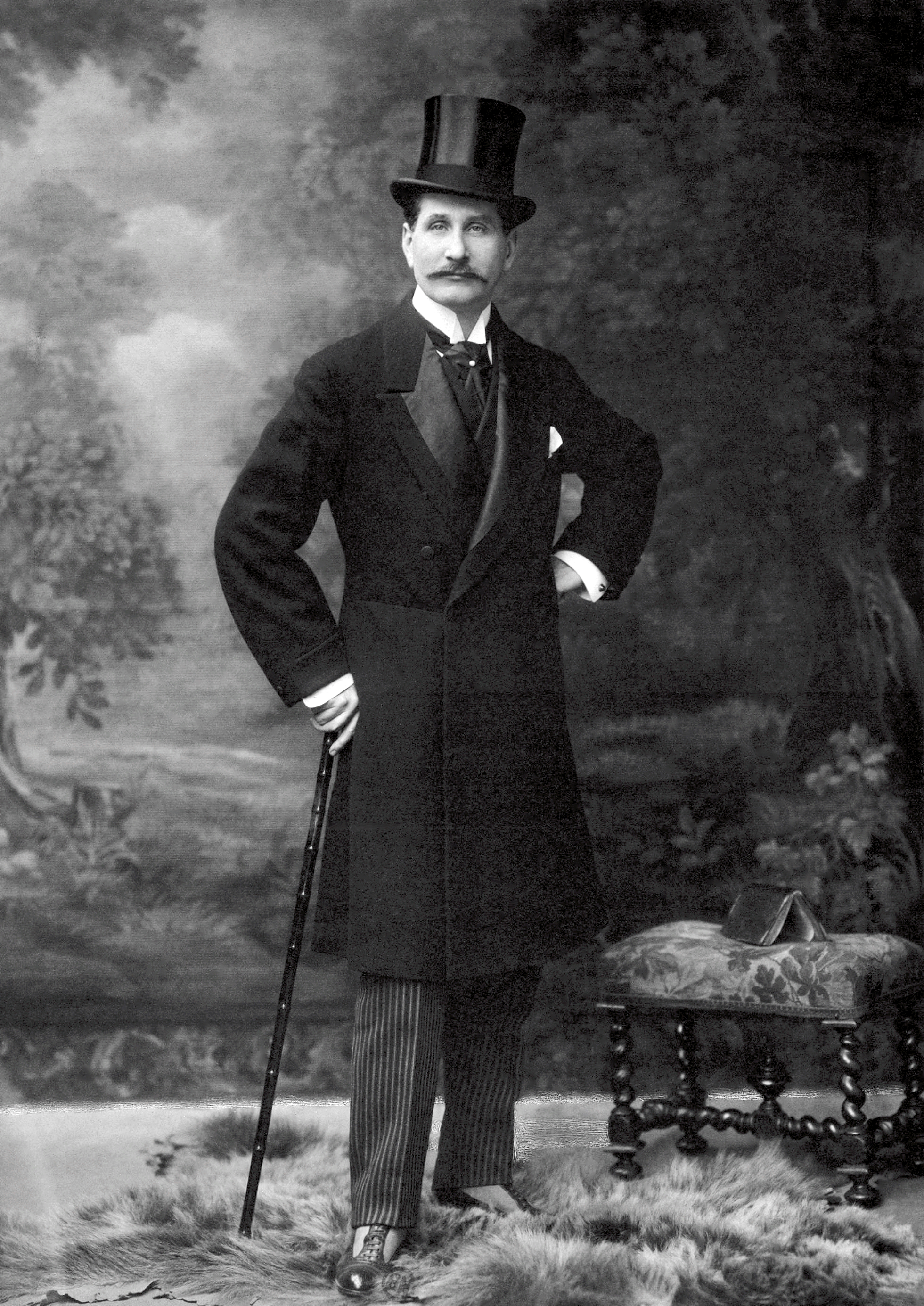
André Becq de Fouquières (1874-1959)

## Pour approfondir